# Es para ti (álbum de Intocable)
Es Para Ti es el noveno álbum de la banda Intocable, grabado en el año 2000.
Después de que ¨Contigo¨ fuera un éxito rotundo y fuera ganador de discos de oro y platino, Intocable regreso a la escena musical en el año 2000 con ¨Enseñame A Olvidarte¨ (primer sencillo del álbum). Otros sencillos de este álbum fueron ¨Déjame Amarte¨, ¨Estas Que Te Pelas¨, ¨Ayúdame¨ y ¨Fuertemente¨.
En la portada del álbum se puede observar la leyenda ¨El álbum más esperado del año¨ y el URL de la vieja página de internet del grupo.
Desde su lanzamiento, fue un éxito total, Solo le basto un mes a Intocable para conseguir doble disco de platino, por más de 300,000 copias vendidas.
Fuertemente (Pista No. 3 fue compuesta por Oscar Iván Treviño de Duelo, esto es corroborable al abrir el cancionero del disco).

## Lista de canciones
| Es Para Ti |                             |          |  |
| N.º        | Título                      | Duración |  |
| 1.         | «Enséñame a olvidarte»      | 3:28     |  |
| 2.         | «No Te Olvidaré»            | 3:47     |  |
| 3.         | «Fuertemente»               | 3:59     |  |
| 4.         | «Con Mis Alas Rotas»        | 3:53     |  |
| 5.         | «Para Que Volver»           | 3:14     |  |
| 6.         | «Solo»                      | 3:11     |  |
| 7.         | «Yo No Tengo La Culpa»      | 3:15     |  |
| 8.         | «Ayúdame»                   | 4:38     |  |
| 9.         | «Déjame Amarte»             | 3:13     |  |
| 10.        | «A Donde Se Marchó El Amor» | 3:12     |  |
| 11.        | «Estás que te pelas»        | 2:16     |  |
| 12.        | «No Me Digas Que No»        | 4:11     |  |
| 13.        | «Me Haces Tanto Mal»        | 4:08     |  |
| 14.        | «Voy A Tener Que Olvidarla» | 4:41     |  |
| 15.        | «Es Para Ti»                | 5:04     |  |
| 52:54      |                             |          |  |